# Robin Holloway
Pour les articles homonymes, voir Holloway.
Robin Greville Holloway, né le 19 octobre 1943, est un compositeur, universitaire et écrivain anglais.

## Jeunesse
Holloway naît à Leamington Spa dans le comté du Warwickshire. De 1953 à 1957, il est choriste à la cathédrale Saint-Paul de Londres et suit les cours de la King's College School (en). Il fréquente le King's College à Cambridge où il étudie la composition musicale auprès d'Alexander Goehr.

## Carrière
En 1974, Holloway est nommé assistant conférencier en musique à l’université de Cambridge et en 1980 obtient le poste de conférencier à temps plein. En 1999, il est lecteur en composition à Cambridge et de 2001 à sa retraite en 2011, professeur de composition musicale. Il est également fellow du Gonville and Caius College à Cambridge.
Debussy and Wagner, la thèse de doctorat de Holloway, traite de la relation étroite entre la musique et le langage ainsi qu'entre le romantisme et la tonalité. Cela s'entend dans ses propres œuvres telles que Scenes from Schumann (1969–70), l'opéra Clarissa (1976) créé en 1990 au English National Opera sous la direction d’Oliver Knussen et Seascape and Harvest (1983-84) composé pour l'Orchestre symphonique de Birmingham et Simon Rattle.
Holloway contribue régulièrement à la rubrique musicale du magazine The Spectator entre 1988 et 2010. Deux collections de ses écrits journalistiques et autres ont été compilées et publiées sous le titre On Music: Essays and Diversions 1963-2003 (Continuum Press, 2003 hdbk/2005 pbk,  (ISBN 0-8264-7629-5)) et Essays & Diversions II (Continuum Press, 2008,  (ISBN 0-8264-9728-4)).
Holloway a été décrit comme un compositeur « néo-romantique » reflétant sa propre affinité pour la musique de la dernière partie du XIXe siècle et le début du XXe siècle. Tandis que certaines de ses œuvres ne se conforment à cette description, d'autres manifestent une relation à la fois plus complexe, nuancée et ironique à la musique du passé, à la limite du post-modernisme. Selon son collègue compositeur David Matthews, son « style individuel a été formé par un conflit productif entre romantisme et modernisme ».
Le Cinquième concerto pour orchestre de Holloway est créé à The Proms en 2011.
En 1994, son Second Concerto for Orchestra, disponible sur NMC, remporte un Gramophone Award.

## Œuvre
- 1962 : Opus 1, Garden Music pour 9 instrumentistes
- 1964 : Opus 2, Concertino no 1 pour petit orchestre
- 1964-65 : Opus 3, Three Poems of William Empson pour mezzo-soprano et ensemble
- 1965 : Opus 4, Music for Eliot's 'Sweeney Agonistes' pour 6 instrumentistes et récitants
- 1965-66 : Opus 5, In Chymick Art, cantate pour soprano, baryton et 9 instrumentistes (texte d'Edward Benlowes), Opus 6, Concerto pour orgue et instrument à vent, Opus 7, Four Housman Fragments pour soprano et piano
- 1966-69 : Opus 8, First Concerto for Orchestra
- 1967 : Opus 9, Melodrama pour récitant, petit chœur masculin et ensemble (texte de Sylvia Plath), Opus 10, Concertino no 2 pour petit orchestre
- 1968 : Opus 11, Divertimento no 1 pour orchestre amateur et piano
- 1968-69 : Opus 12, Tender Only to One pour soprano solo (texte de Stevie Smith)
- 1970 : Opus 13, Scenes from Schumann pour orchestre, Opus 14, The Wind Shifts pour voix aiguë et cordes (texte de Wallace Stevens)
- 1971 : Opus 15, Banal Sojourn pour voix aiguë et piano (texte de Wallace Stevens), Opus 16: Fantasy-Pieces pour piano et 12 instruments
- 1972 : Opus 17, Evening with Angels pour 16 instrumentistes, Opus 18, Divertimento no 2 pour neuf instruments à vent, Opus 19, Georgian Songs pour baryton et piano
- 1972-73 : Opus 20, Cantata on the Death of God pour solistes, récitant, chœur SATB, orgue et orchestre, Opus 21, Five Little Songs about Death pour mezzo-soprano ou contralto solo (texte de Stevie Smith)
- 1973 : Opus 22, Five Madrigals pour chœur sans accompagnement
- 1973-74 : Opus 23, Domination of Black pour grand orchestre, Opus 23a, Diptych, Opus 23b, Summer Rain, Opus 23c, Night Hunt
- 1974 : Opus 24, Lights Out pour baryton et piano (texte d'Edward Thomas), Opus 25, In the Thirtieth Year pour ténor et piano (texte de J.V. Cunningham), Opus 26, Author of Light pour contralto et piano (textes jacobiens), Opus 27, The Leaves Cry pour soprano et piano (textes de Wallace Stevens et Christina Rossetti)
- 1974-75 : Opus 28, Sea-Surface Full of Clouds, cantate pour solistes, chœur et orchestre de chambre
- 1975 : Opus 29, Homage to Weill: Concertino no 3 pour 11 instrumentistes[6]
- 1976 : Opus 30, Clarissa, opéra en deux actes[7],[8], Opus 30a, Clarissa Symphony pour soprano, ténor et orchestre, Opus 30b, Clarissa Sequence pour soprano et orchestre (1995), Opus 31, Romanza pour violon et petit orchestre[9].
- 1977 : Opus 32, This is Just to Say pour ténor et piano, Opus 33, Nursery Rhymes pour soprano et quintette à vent, Opus 33a, Nursery Rhymes: Divertimento no 3 pour soprano et quintette à vent, Opus 33b, Conundrums: Divertimento no 4 pour soprano et quintette à vent (1979), Opus 33c, A Medley of Nursery Rhymes and Conundrums pour mezzo-soprano et piano (1986), Opus 34, The Rivers of Hell pour 7 instrumentistes, Opus 35/1, The Blue Doom of Summer pour voix aiguë et harpe (texte de Ronald Firbank), Opus 35/2, Willow Cycle pour ténor et harpe (textes élisabéthains), Opus 36, Hymn for Voices pour chœur sans accompagnement, Opus 37, From High Windows pour baryton et piano (texte de Philip Larkin), Opus 38/1, The Consolation of Music pour chœur sans accompagnement
- 1978 : Opus 38/2, He-She-Together pour chœur sans accompagnement (texte de James Joyce), Killing Time pour soprano solo (Auden/Stevie Smith/Raleigh)
- 1978-79 : Opus 39, The Noon's Repose pour ténor et harpe (Eliot/Stevens/Marvell), Opus 40, Second Concerto for Orchestra[10] Opus 41, Serenade in C pour octuor
- 1979-80 : Opus 42, First Idyll pour petit orchestre, opus 43, Horn Concerto, opus 44, Aria' ' pour 14 instrumentistes
- 1980 : Opus 45, Ode pour 4 instruments à vent et cordes
- 1980-81 : Opus 46, Wherever We May Be pour soprano et piano (Robert Graves)
- 1981 : Opus 47, Sonata for Violin Solo, Opus 48, Brand, ballet dramatique pour solistes, chœur, orgue et orchestre, Opus 49, The Lover's Well pour baryton et piano (texte de Geoffrey Hill)
- 1981-82 : Opus 50, War Memorials pour orchestre d'harmonie
- 1982 : Opus 51, Women in War, revue pour 4 solistes femmes et piano, Suite for Saxophone, Opus 52, Serenata Notturna pour 4 cors et petit orchestre
- 1982-83 : Opus 53, Showpiece: Concertino no 4 pour 14 instrumentistes Opus 54, Second Idyll pour petit orchestre
- 1983-84 : Opus 55, Seascape and Harvest pour orchestre, Opus 56, Viola Concerto pour alto et petit orchestre
- 1983 : Opus 57, Serenade in Eb pour quintette à vent et quatuor à cordes
- 1984 : Opus 58, Moments of Vision cycle pour narrateur et 4 instrumentistes, Opus 59, Romanza pour hautbois et orchestre à cordes, On Hope cantate pour soprano et mezzo-soprano solistes et quatuor à cordes (ms), Opus 60a, Souvenirs de Monsalvat pour piano à quatre mains, Since I believe, antienne pour chœur a cappella (texte de Robert Bridges)
- 1984-85 : Opus 61, Ballad pour harpe et petit orchestre, Opus 63, Bassoon Concerto pour basson et petit orchestre
- 1985 : Opus 62/1, First Partita pou cor solo, Opus 62/2, Second Partita pour cor solo, Concertino no 4 ½ Signature pour BBC Young Musician of the Year pour ensemble (ms)
- 1986 : Opus 64, Serenade in G pour septuor à cordes, Opus 64a, Serenade in G pour orchestre à cordes, Opus 64b, Serenade in G pour sextuor à cordes, Opus 65, Organ Fantasy, Opus 66, Inquietus pour petit orchestre
- 1987 : Opus 67, Brass Quintet: Divertimento no 5
- 1988 : Opus 68, Double Concerto pour clarinette, saxophone et deux orchestres de chambre, Panorama pour orchestre
- 1989 : Opus 60, Wagner Nights, séquence de valse pour orchestre
- 1990 : Opus 69, The Spacious Firmament pour chœur et orchestre (Dryden/Blake/Tennyson), Opus 70, Violin Concerto, Opus 71, Entrance: Carousing: Embarkation pour orchestre symphonique, Opus 72, Hymn to the Senses pour grand chœur (texte de John Fuller), Opus 73, Serenade for Strings en mi
- 1991 : Opus 74, Summer Music: Concertino no 5 pour sextuor mixte
- 1991-1995 : Opus 75, Boys and Girls Come Out to Play, opéra bouffe en deux actes, Opus 75a, Overture on Nursery Rhymes pour orchestre de chambre
- 1991 : Opus 77, Lord, what is man? pour chœur sans accompagnement (texte de Crashaw)
- 1992 : Love will find out the way, pour soprano et ensemble de chambre
- 1993 : Opus 76, Winter Music pour six instrumentistes, Opus 78, Third Idyll: Frost at Midnight pour orchestre de chambre, A Singing Telegram for Amelia Freedman pour sextuor à cordes avec contrebasse optionnelle, Berceuse with Burlesque pour quatuor avec piano (ms), Bourrée fantasque, achèvement de l'orchestration inachevée de Chabrier de son propre piano solo original
- 1993-94 : Opus 79, Trio for clarinet, alto et piano
- 1981-94 : Opus 80, Third Concerto for Orchestra[11]
- 1994 : Opus 81, The Blackbird and the Snail pour narrateur et piano (texte de Walter de la Mare)
- 1996 : Opus 82, Clarinet Concerto
- 1996-97 : Opus 83, Double-bass Concerto
- c.1984-97 : Opus 84, Peer Gynt
- 1997 : Opus 85, Scenes from Antwerp pour orchestre
- 1992-97 : Opus 86, Gilded Goldbergs pour deux pianos[12]
- 1998 : Cortège Burlesque, orchestration du duo pour piano de Chabrier
- 1998-99 : Opus 88, Symphony
- 1999 : 8 Haydn Miniatures, Opus 83a, Sonata for Solo Double Bass, Opus 87, Sonata for Viola Solo, Opus 89: i. Woefully arrayed, motet pour chœur et orgue (anon/?Skelton), ii. Felicity motet pour chœur et orgue (Traherne)
- 2000 : Opus 90, no. i, Ballade pour piano, no. ii, Nocturne pour piano (séries en cours)
- 2001 : Opus 91, Sonata for Solo Cello Opus 92, Serenade in Bb pour octuor à vent
- 1993-2001 : Opus 93, Missa Caiensis pour chœur et orgue (Kyrie; Sanctus and Benedictus; Agnus, écrit en 1993 : Gloria; Credo, écrit en 2001)
- 2002 : Orchestration d'En blanc et noir de Debussy, Opus 94: diverses pièces pour trompette solo, 2 trompettes, trompette et orgue, Opus 95: Christmas Sequence pour chœur et orgue, Opus 96: Spring Music pour 6 instrumentistes, Opus 97 : Quatuor à cordes no 1, Opus 98: Four-Piece Suite pour orgue
- 2004 : Opus 99, Serenade in D flat pour 4 instrumentistes, Opus 100, Quatuor à cordes no 2
- 2005 : Magnificat & Nunc Dimittis (Winchester Service) pour chœur et orgue,
- 2004-2006 : Opus 101, Fourth Concerto for Orchestra (première mondiale en février 2007 avec le San Francisco Symphony et Michael Tilson Thomas)[13].
- 2006 : A Page from a Humument, pour soprano et ensemble musical ; Opus 102: Fourth Idyll
- 2006-2007 : Opus 103/1-6, Six Quartettini, plus Opus 103/7, sonatine pour violon solo
- 2007 : Opus 104, Three Psalms (Psaumes 39, 121 & 113) pour chœur et orgue, What Can It Be?, série d'énigmes pour consort vocal à six parties, Suite pour harpe, Suite en Saga pour alto solo, Five Temperaments pour quintette à vent
- 2007-2008 : 3 Songs for Contralto and Piano (textes d'Edmund Waller)
- 2009 : Opus 107 : Fifth Concerto for Orchestra, Opus 108: Partita pour piano solo
- 2009-2010 : Opus 109 : Reliquary - Scenes from the life of Mary Queen of Scots enclosing an instrumentation of Robert Schumann's 'Gedichte der Königin Maria Stuart', op. 135 pour mezzo-soprano et orchestre
- 2010 : Andante and Variations (transcription du Andante et Variations en si bémol op. 46 de Schumann)
- 2012 : C’est l’extase – ten settings of Paul Verlaine, op. 118 pour soprano et orchestre